# Baraigram
Baraigram è un sottodistretto (upazila) del Bangladesh situato nel distretto di Natore, divisione di Rajshahi. Si estende su una superficie di 299,61 km² e conta una popolazione di 279.672  abitanti (censimento 2011).